# Jimmy Dean
Jimmy Ray Dean (Plainview, 7 febbraio 1934 – Henrico, 13 giugno 2010) è stato un cantante e conduttore televisivo statunitense, di musica country.

## Biografia
Originario del Texas, oltre che cantante fu personaggio televisivo, attore e uomo d'affari. 
Nel 1969, infatti, creò la Jimmy Dean Foods, azienda di produzione di salsiccia. Ha ottenuto successo col brano musicale Big Bad John (1961), scritta a quattro mani con Roy Acuff e grazie alla quale ha vinto il Grammy Award come "miglior registrazione country/western".
Il suo programma The Jimmy Dean Show andò in onda dal 1957 al 1975 e lanciò diversi artisti country.
Fu, tra l'altro, autore della canzone PT-109, ispirata all'episodio della seconda guerra mondiale, avvenuto nel teatro della guerra del Pacifico e che ebbe come protagonista l'allora sottotenente John F. Kennedy, al comando di una motosilurante PT-109.
La sua carriera di attore comprende un ruolo nel film della saga di James Bond Agente 007 - Una cascata di diamanti (1971) e numerosi apparizioni nelle serie Daniel Boone (1967-1970) e J.J. Starbuck (1987-1988).
Nel 2010 è stato inserito postumo nella Country Music Hall of Fame.